# Vangelo dei segni

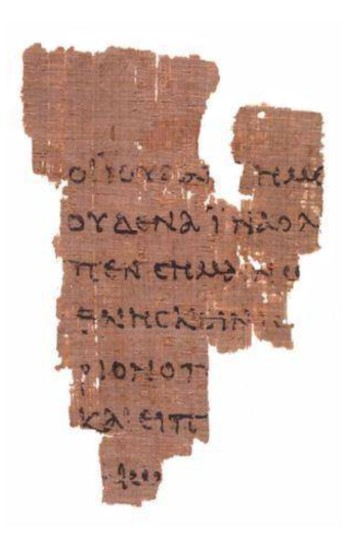
Il Papiro 52 è il più antico frammento del Vangelo secondo Giovanni conservatosi, risalente alla metà del II secolo

Il Vangelo dei segni è un'ipotetica fonte del Vangelo secondo Giovanni, teorizzata da Rudolf Bultmann nel suo commento al Vangelo di Giovanni del 1941 e poi diffusasi ampiamente tra gli esegeti. L'autore del Vangelo secondo Giovanni avrebbe utilizzato come fonte una tradizione orale o un racconto manoscritto dei miracoli di Gesù indipendente dai vangeli sinottici e da questi non utilizzato. Per quanto riguarda la sua datazione, poiché si parla della Piscina di Betesda, che fu distrutta nel 70 dai Romani, come ancora esistente, dovrebbe essere stato composto prima o poco dopo quella data; il termine ultimo della composizione è quello della sua inclusione nel Vangelo secondo Giovanni.

## Tracce storiografiche
Le tracce di questa fonte sono la presenza di una serie di storie sorprendenti, l'uso peculiare della parola semeia ("segni") per indicare tali eventi, la numerazione associata ad alcuni di questi miracoli (2,11 e 4,54), e il riferimento ai segni alla fine del vangelo. In 2,11 il miracolo della cena di Cana è indicato come «primo dei suoi segni miracolosi»; in 2,23 si menzionano altri segni, mentre in 4,54 la guarigione del figlio di un funzionario a Cafarnao è detta «secondo segno miracoloso». In 12,37 si dice «Sebbene avesse fatto tanti segni miracolosi in loro presenza, non credevano in lui», la cui eco si trova alla fine del vangelo, in 20,30-31, «Or Gesù fece in presenza dei discepoli molti altri segni miracolosi, che non sono scritti in questo libro; ma questi sono stati scritti, affinché crediate che Gesù è il Cristo, il Figlio di Dio, e, affinché, credendo, abbiate vita nel suo nome».
Il fatto che tutti i miracoli di Gesù che non compaiono nei vangeli sinottici si trovino prima di 12,37 rafforza l'ipotesi che l'evangelista abbia utilizzato fino a quel punto una fonte non nota ai sinottici. Inoltre questa fonte sarebbe estranea alla tradizione su cui si basano i sinottici, in quanto questi miracoli peculiari di Giovanni - la guarigione del paralitico alla piscina di Betzaeta (5,1-9), la guarigione del cieco nato (9,1-12) e la risurrezione di Lazzaro (11,1-44) - sono più elaborati di quelli contenuti nei sinottici e tendono più spiccatamente a rappresentare Gesù come un essere divino. Mentre nei sinottici la fede è enfaticamente un prerequisito del miracolo (ad esempio in Marco 6,5-6), in Giovanni i miracoli sembrano dover indurre alla fede, e questo non solo contrasta con i sinottici, ma anche con il resto del quarto vangelo, in cui Gesù deplora la fede indotta dai segni (2,23-25 e 4,48) e la pone in secondo piano rispetto alla rinascita dello spirito (3,2-6). Questi fatti indicano che l'autore di Giovanni stava probabilmente rimaneggiando un testo che descriveva i segni di Gesù e che lo raffigurava come «un "uomo divino" ellenistico, i cui miracoli inducevano fede».
I tentativi di ricostruire questa fonte sono molto differenti tra loro. Una proposta minimalista include solo i sette segni raccontati consecutivamente, o poco più; la proposta opposta vuole derivati dal Vangelo dei segni tutti i miracoli del quarto vangelo, la chiamata dei discepoli in 1,19-51 e il racconto della passione. Sebbene molti studiosi dell'opera giovannea concordino nell'accettare la proposta minimalista, non esiste alcun accordo su quale sia la ricostruzione migliore.
Le evidenze a favore dell'ipotesi che sia effettivamente esistito un "Vangelo dei segni" non sono considerate sufficientemente convincenti da tutti gli studiosi. Ad esempio Van Belle propende per rifiutare tale ipotesi e ammette una conoscenza diretta dei sinottici da parte del quarto evangelista.